# 会員制ラジオ番組 うまいっしょクラブ
『会員制ラジオ番組 うまいっしょクラブ』（かいいんせいらじおばんぐみ うまいっしょくらぶ）は、STVラジオが放送していた深夜ラジオ番組。

## 基本情報
- パーソナリティ：明石英一郎（STVアナウンサー(当時)）
- アシスタント
  - 初代：長谷雄一（通称 ハセさん。1987年 - 1989年）
  - 2代目：安達祐子（1989年 - 1995年）
- ディレクター
  - 坪内弘樹[2]
- 放送時期：1987年10月12日 - 1995年10月6日
- 放送時間
  - 月曜 - 金曜 22:45 - 23:00 （1987年10月 - 1991年9月）
  - 月曜 - 金曜 23:00 - 23:15 （1991年10月 - 1995年9月）1991年10月スタートの夜ワイド番組『ナガイ生活科学研究所』の放送時間が月曜 - 金曜 22:00 - 23:00となったため移動。
- 提供スポンサー：ハウス食品
  - 番組名は同社がかつて北海道限定の後、全国区で発売したインスタントラーメン『うまいっしょ』に由来する。

## 番組スタイル
「会員制」といっても会員にならないと放送が聴けないというわけではない。聴取者は曜日毎に決められたテーマに沿ったネタをハガキで寄稿することによって参加することができ、採用されたリスナーを番組の会員として登録する。ハガキが番組で初めて読まれると明石英一郎が必ず「会員番号無し、ずぉっと! おめでとう!」と祝福して、会員番号が記載されたハガキ大の黄色い「会員証」が採用された聴取者に送られる。番組は「反社会的でない限り何をやっても許される、大人の価値観に囚われず自由な発想で行動できる場」といった思いが込められた。番組開始から1年を経過した1989年1月時点で会員数は約1500人を数えた。
会員制ラジオという手法は坪内と明石が思い付いたが、ハガキは放送開始後、3ヶ月間は殆ど来なかった。
会員証はシールを4枚貼る枠があり、ハガキが読まれるとシールが1枚送られ、会員証に順次 貼付していく。通算5回ハガキが読まれ、シールの枠が全部埋まると「明石英一郎の恥ずかしい写真」が完成する。シールが埋まった会員証はSTVに返送すると新しい会員証と共にノベルティグッズが貰える仕組みだった。
ノベルティグッズは巾着袋やテレホンカードの他、表面にSTVの住所が、裏面には明石の似顔絵が印刷済みの常連ハガキなど複数あり、会員証を送り返す時に好きな物を選ぶことができた。その日の放送の中で一番面白かったネタには、別に特製のTシャツがもらえる。会員証やシールがもらえない「ボツボ13」は明石の笑いを誘えば、Tシャツがもらえるチャンスがあった。
この番組からは多くのハガキ職人が生まれた。彼らの一部はその後就職や進学で上京し、『伊集院光 深夜の馬鹿力』など、他のラジオ番組でも常連投稿者となった。

## 主なコーナー
主にそのコーナーが取り上げられる曜日で放送されていた企画を紹介する。

### 月曜日
夜のトンデモ野郎
放送開始時は「夜のコウモリ野郎」。身の回りで見かけた、常識外れの行動をする人を紹介する。

### 火曜日
先生だって人間だい!
学校の先生の面白いエピソードを紹介する。
哀しい奴
自分、もしくは周囲の人間の哀しい言動を紹介する。コーナーの最中は「ドナドナ」のインストゥルメンタルが流れる。
過激な奴自分、もしくは周囲の人間の過激な言動を紹介する。

### 水曜日
子供ってすげ〜!
身の回りの子供、あるいは自分が子供だった時の、子供ならではのとんでもない言動を紹介する。
田舎者の構図
ある地方（大抵は自分の地元）のネガティブな特徴を紹介する。

### 木曜日
嵐の木曜チョス曜日
「ちょす」は北海道弁で「いじる」の意。身の回りの事象に鋭い視点から突っ込みを入れて楽しむ。テレビ番組、特に2時間ドラマに関するネタが多かった。
空想番組評論
リスナーがそれぞれ勝手に架空の番組を作り、それに自分自身で評論を付けたものを紹介する。
レベルの低い奴
身の回りの奴の、レベルの低い言動を紹介する。

### 金曜日
世にもなまらな出来事
いろいろな意味で筆舌に尽くしがたい気分になった出来事を紹介する。「なまら」は北海道弁で「very」の意。
ボツボ13（サーティーン）
その週に「ボツ」とされた投稿の中から特徴のあるもの、あるいは明石と苗字が同じという理由だけで明石原人のことを投稿するネタのように同様のものが多すぎるために送って欲しくないネタなどを紹介する。中にはネタを書かずに『うまいっしょ』の空き袋だけを送り付けたものや、別番組のふりをしてワザとうまクラにネタを投稿した悪質なものもあった。
占いの小部屋
誰もが一度はやったことのある行動、いわゆる「あるあるネタ」をエコーの効いた声で「あなたは〜ですね？」と指摘される。
つくってゴメン
作り話のネタを紹介する。

### その他の企画
11PMのテーマ合唱（音ネタ）
深夜テレビ番組『11PM』のテーマ曲をリスナーが大合唱し投稿した音ネタのテープを流して明石が感想を言う。
主な投稿者は旭川エロチック合唱団と函館シャバダバ合唱団。
加勢大周の新しい芸名を考えるコーナー
加勢大周がその芸名の使用について事務所とトラブルを起こした際に出来たコーナー。内容はそのタイトル通りであるが、当番組を放送した後の番組が彼がパーソナリティを務める『加勢大周 ワイルドでいこう！』（ニッポン放送 制作）であったため、その番組タイトルやCMも新しく考案した。加勢の従兄弟と名乗る人物からの投稿もあった。
「設楽りさ子のどこがいいのよー」シリーズ
1993年当時、人気絶頂だった三浦知良が結婚した際の女性ファンの妬みをネタにしたコーナー。
冷蔵庫レクイエム
冷蔵庫の中に長期間しまわれがちな物をネタにしたコーナー。後に嘉門達夫がこのコーナーを参考に曲を作って発表した。
エッチじゃないのにエッチに聞こえてしまう言葉シリーズ
青江三奈の伊勢佐木町ブルースのイントロからコーナーが始まる。後期、番組の冒頭で紹介されていた。
田舎のことは言わないで・「岩内」のコーナー
都会と田舎の違いをネタにしたコーナー。田舎の特徴を岩内のこととして書くことが慣例となっていたことから、「岩内町を馬鹿にしている」と北海道新聞宛てに投書があって問題になった。
音ネタ バトルロイヤル
ジングルの替え歌などをカセットテープで募集するもので、年1回程度の割合で行なわれた。替え歌の内容は殆ど放送禁止用語の連発となったため、いわゆる「ピー音」が頻繁に被せられた。内容の約半分が「ピー音」で意味不明なテープを放送したり、逆に意図的かどうかは不明だが音を入れるタイミングが微妙にずれていたため、何を言っているのか丸わかりだったりという、かなり過激な企画だった。
若人・なべの次は誰だ
一時期問題を起こした若人あきら・なべおさみに続く不祥事が起きそうな芸能人を上げるコーナー。
それいけ サザエさん
テレビアニメ『サザエさん』の次回予告をモチーフにして、パロディを作り出すネタコーナー。サザエさん以外にも『ゲゲゲの鬼太郎』や『ドラえもん』、挙句の果てにはリスナーの通学していた学校の教職員までもがネタにされていた。

## Z作戦
リスナーに明石が指令を出して、その結果を報告してもらおうという「Z作戦」。ネーミングの由来はZ旗からと思われる。仮面ソフトボール大会、仮面ラジオ体操などの「仮面シリーズ」。春休み中にデパートの開店時間を狙い、「どうも」と言いながら、お歯黒を見せて店員の反応を見る「お歯黒大作戦」。特定の日時・時間に銭湯に行き、鼻歌で「オーコッペ節」を歌いながら入浴。風呂上りにカツゲンを飲む「一番風呂作戦」などの馬鹿馬鹿しい作戦が多かった。
このコーナーはSTVラジオの平日帯 夜ワイド番組『スーパーヒットチャートなまらん』で「なまらんZ作戦」として、2007年頃に復活した。

## イベント
坪内ディレクター考案の元、イカ仮面コンテスト・仮装ソフトボールショー・跳び箱ショー・裏参道占領作や、仮面ラジオ体操、全道共通試験などのイベントを開催。イベントでは妙なお面を被った高校生やネクタイを縫い合わせた褌姿の中学生、生イカを首からぶら下げた女子学生らが参加。毎回満員御礼だった。番組イベントの様子は跳び箱ショー企画や、1989年5月14日開催の「桜まつりだ裏参道占領作戦」などがVHS化され全道チェーンのレンタルビデオショップ「サンホームビデオ」で無料で貸し出された。
これは北海道大学教育学部の調査「ヤングとラジオ」による「ヤングの行き付けの場所はビデオ、CDショップ」という結果から、1990年（平成2年）4月に民放連音声委員会からメディアミックス作戦の最も優れたラジオ利用法として、全国のラジオに紹介された。

## 広報誌・番組本
うまいっしょクラブは放送初期から人気が高く、熱烈な番組ファンの為にイベントを道内各地で開催していた。広報誌「よめ、コラ!」を1989年6月より発刊して、さっぽろ地下街オーロラタウンに設置（当時）していた STVサービスセンター内のSTVラジオ サテライトスタジオなどで配布して、リスナーとのコミュニケーションを図った。
その後は下記の番組本を出版した。
- 夜のとんでも野郎 ギャグの天才たち（1992年11月25日発行）
- 会員制ラジオ番組 うまいっしょクラブ リスナー教則本 神髄（1994年2月14日発行）

これらの本は一般販売はされず応募などによって入手することができた他、希望する道内の中学校・高校の図書室への寄贈を行った。「ギャグの天才たち」の出版を記念した札幌・函館でのイベントでは男子はネクタイ・女子はリボン着用のドレスコードを指定したところふんどし着用でネクタイを繋げた来場者が出るなど奇抜なアイデアの観客が複数来場した。

## 使用楽曲
- オープニング：レナード・ローゼンマン『COMBAT TV THEME』（ドラマ『コンバット!』のオープニングテーマ）
- 先生だって人間だい!：『てのひらを太陽に』（インストヴァージョン）
- 哀しい奴：『ドナドナ』
- 子供ってスゲエ!：『黒ネコのタンゴ』（イントロ部分のみ使用）
- ボツボ13：スタンリー・マイヤーズ『カヴァティーナ』（映画『ディア・ハンター』のテーマ曲）
- 世にもなまらな出来事:『ウルトラQ』のオープニングテーマ。
- 音ネタ バトルロイヤル：『サンライズ』（スペクトラム。スタン・ハンセンの登場テーマ曲）

## ジングル
コーナーとコーナーの間にはジングルが流れていたが、多岐に渡る曲が使用されていた。主な曲に以下のものがある。
- ハナ肇とクレージーキャッツ「アッと驚く為五郎」（1989年春）
- 西六郷少年少女合唱団「カリキュラマシーンのテーマ」（1989年10月）
- 殿さまキングス「Oh! Coppe Bushi」（興部町のご当地ソング）
- 野沢直子「アルプスの少女ハイジ」（アルバム『はなぢ』に収録）
- 小林昭二「俺は立花藤兵衛だ」（『仮面ライダーアマゾン』挿入歌）
- 香山リカ（リカちゃん人形）「お医者さんブギ」
- 左卜全とひまわりキティーズ「老人と子供のポルカ」
- 水原弘「へんな女」

また、ジングル放送中に別のアナウンサーによるニュース速報が入ったことがある。

## エピソード
- 1990年10月 - 1991年3月まで、その週のダイジェストと独自の企画を放送する『うまいっしょクラブ スペシャル』を放送した。放送時間は日曜 22時 - 22時30分。ノンスポンサーだった。
- 1988年8月26日はプロ野球中継の延長で初めて放送中止となったが、収録済だった当日の放送テープをカセットテープにダビングして、「幻のON AIRテープ」として、プレゼントした。テープは2回目の中止時（1990年5月2日）にも作成されたが、こちらは中止を受けて新規に収録したもので、中止にキレた明石が下ネタ投稿作品を披露するなど放送を前提としない過激な内容であった。その後はプロ野球延長が頻繁化し、テープのプレゼントはこの2回限りである。
- 「イベンターへの道」コーナーで自分の学校でリスナー同士の交流会を行うと投稿したリスナーが実際は会員証目当てで何もしていなかった事が判り、会員資格を剥奪された事がある。
- 放送当時、ラジオ情報誌『ラジオパラダイス』（三才ブックス）で行われていた番組及びパーソナリティ人気投票ではローカル番組にもかかわらず、常に上位にランクインされていた。
- 軍人将棋「うまくらウォーズ3」を製作。駒には明石や安達、更にはPTAなどの名が付けられた。これは道内のエーコープにハウス『うまいっしょ』のノベルティとして置かれた申し込み葉書のみ応募可能で、落選者には将棋盤と駒が印刷された用紙が送られた。
- 1989年11月27日はSTVラジオの道内 各放送局（札幌、函館、旭川、釧路、帯広、北見）のローカル送出システムを活用して、6エリア別の同時多元放送を行った。それぞれのエリアでキーワードを発表して、すべて集めて応募するとプレゼントとして抽選でソニーのラジカセ「DoDeCaHORN（ドデカホーン）」がもらえる企画であった。キーワードはほぼ同時間に発表されるため、6局それぞれの周波数に合わせたラジオを6個集めて聴いたり、電話帳で調べた各地の人に電話して答えをきいたりリスナーは様々な手段に出たという。結果、正解者は約150人に及んだ。答えのキーワード6つを集めてつなげると「これから言うことをよく聞け」「STVラジオ『うまいっしょクラブ』から」「ビッグなお知らせ」「明石君人形が」「ついに製作決定」「ただ今デザイン募集中、以上」となった[9]。
- 放送開始を前にして、アシスタント パーソナリティの公募が行われた。中学生から主婦層まで多数の応募があり、明石らの前で「得意技」を見せるオーディションを実施した。最年少は地元の中学生で耳を動かすという技を見せ明石らに大うけだったが、不採用であった。
- 番組の姿勢について、1989年に明石は『ラジオパラダイス』の取材に対して「悩み相談は滅茶苦茶恥ずかしいのでしない。滅茶苦茶 楽しいことをやって落ち込む隙を与えない」「パンクでもヘビメタでもなく、ブラスバンドな番組」と発言[1]。1993年1月のSTV社内報では開始当初からの方針として「聴く者につけ入るスキを与える」ことを軸に「送り手が鎧を切ると聴く者も必ず身構える。パーソナリティがいい人振ったら、リスナーもつまらない優等生しかいなくなる。リスナーが抗議してくるくらいの方が頼もしい」「真面目にバカをやる精神」といった発言が述べられている[3]。
- 『サウンドプラントスペシャル』で復活特番『会員制ラジオ番組 うまいっしょクラブ リターンズ』を、2022年10月30日 18時 - 21時に放送した。27年振りの番組復活で明石、安達がパーソナリティを務めた[10]。面白いメッセージには番組本「真髄」「ギャグの天才たち」・バッジ・巾着袋などレギュラー放送当時のグッズや[11]、広報誌「よめ、コラ!」の全号コピーセットがプレゼントされた[12]。

## 番組の終了
番組末期の1995年6月まで1ヶ月半放送されたコーナー「モーホーの見分け方」について人権団体「ILGA日本・札幌ミーティング」が「同性愛者を蔑み笑いのネタにしている」「面白おかしく創作した同性愛者の性的な話を取り上げているだけ」として抗議を行った。STVは当初「差別を意図したものではない」と反論するもその後は「差別に苦しむ方々に精神的な苦痛を与えたとすれば申し訳ない」と謝罪したが、その後も「あまりにも簡単な説明で交渉経過も含め納得できない」として、同年夏にはSTV本社前で同性愛者十数名による抗議デモが行われた。
同コーナーの影響を受けて、ハウス食品は当番組のスポンサーを降板。その後はノンスポンサーで放送した。コーナー終了後も人権団体からの抗議が止まなかったこともあり、『船守さちこのスーパーランキング』枠拡大に伴う改編で、1995年10月6日を以って、8年間の歴史に幕を閉じた。番組終了までの会員総数は8,269名だった。